# Lazy pod Makytou
Lazy pod Makytou (bis 1927 slowakisch „Lazy“; deutsch Laaz, ungarisch Láz) ist eine Gemeinde im Nordwesten der Slowakei, mit 1224 Einwohnern (Stand 31. Dezember 2024), die zum Okres Púchov, einem Teil des Trenčiansky kraj gehört.

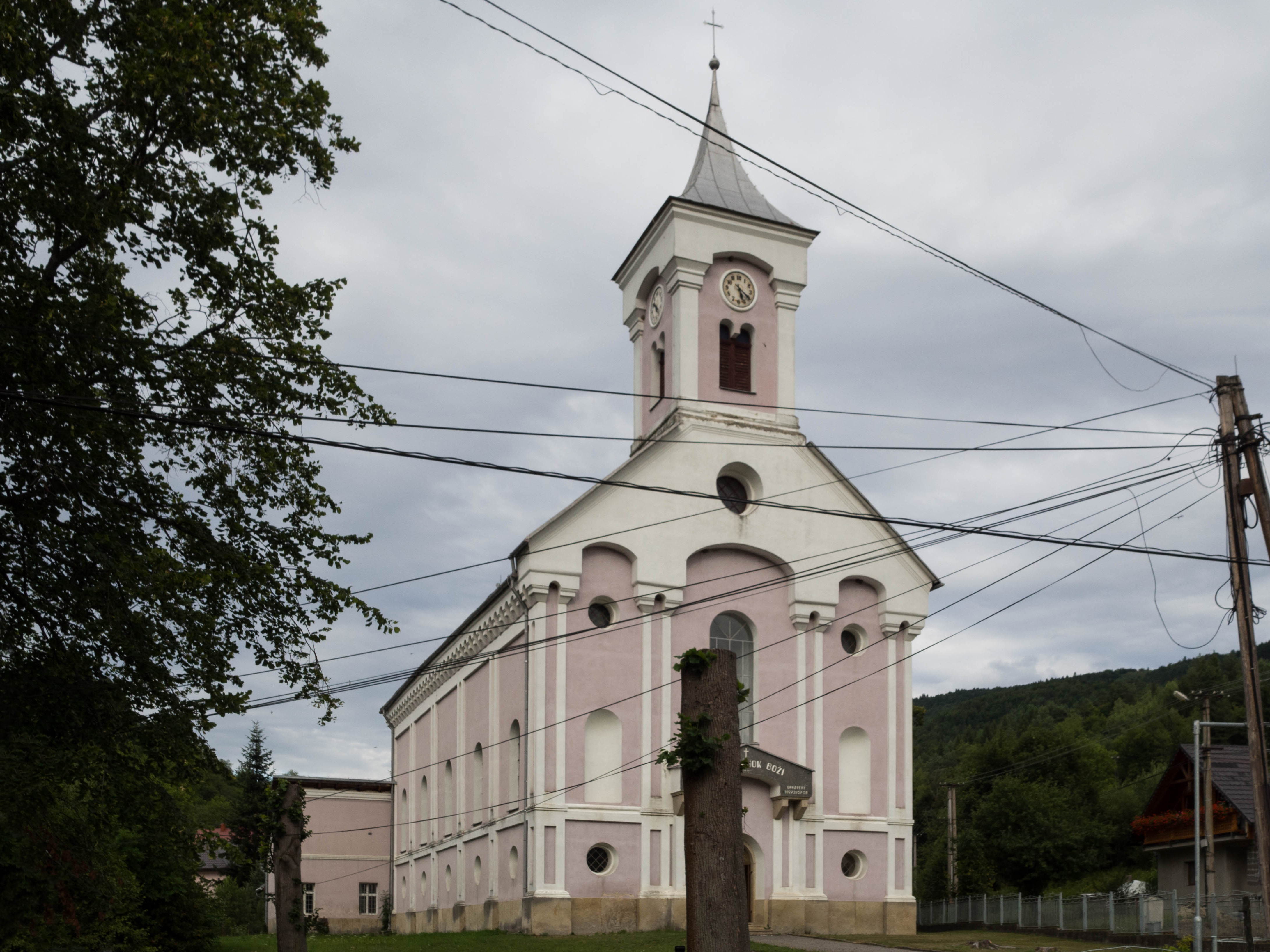
Evangelische Kirche

## Geographie
Die Gemeinde befindet sich im Javorník-Gebirge im oberen Tal des Flusses Biela voda von der Gemeinde Lúky bis zur tschechischen Grenze in einer Länge von 14 Kilometer. Das fast 50 km² große Gemeindegebiet ist gebirgig, bewaldet und von braunen Waldböden bedeckt. Bedeutende Berge sind die namensgebende Makyta (923 m n.m.) sowie die weit nördlich gelegene Kohútka (913 m n.m.), beide an der Grenze gelegen. Das Ortszentrum liegt auf einer Höhe von 400 m n.m. und ist 16 Kilometer von Púchov entfernt.
Verwaltungstechnisch gliedert sich die Gemeinde in Gemeindeteile Dubková (1964 eingemeindet) und Lazy pod Makytou. Nachbargemeinden sind Lysá pod Makytou, Lúky, Vydrná, Horná Mariková, Nový Hrozenkov, Halenkov, Huslenky und Valašská Senice (die letzten vier in Tschechien).

## Geschichte
Lazy pod Makytou wurde zum ersten Mal 1598 als Liezkowecz penes Dubkowa schriftlich erwähnt und entstand im Rahmen der walachischen Kolonisierung des Gebietes. Der Ort Dubková wurde bereits 1475 schriftlich erwähnt. Beide gehörten zum Herrschaftsgut der Burg Lednica.
1784 zählte man in Lazy 261 Häuser und 1590 Einwohner und in Dubková 104 Häuser und 500 Einwohner, 1828 214 Häuser und 1833 Einwohner in Lazy, 62 Häuser und 452 Einwohner in Dolná Dubková und 16 Häuser und 46 Einwohner in Horná Dubková.
Bis 1918 gehörten beide Orte im Komitat Trentschin zum Königreich Ungarn und kamen danach zur Tschechoslowakei beziehungsweise heute Slowakei.

## Bevölkerung
| Jahr                | 1994 | 2004    | 2014     | 2024    |
| ------------------- | ---- | ------- | -------- | ------- |
| Anzahl der Personen | 1455 | 1404    | 1250     | 1224    |
| Unterschied         |      | −3,50 % | −10,96 % | −2,08 % |

| Jahr                | 2023 | 2024    |
| ------------------- | ---- | ------- |
| Anzahl der Personen | 1217 | 1224    |
| Unterschied         |      | +0,57 % |

Nach der Volkszählung 2011 wohnten in Lazy pod Makytou 1292 Einwohner, davon 1219 Slowaken, 14 Tschechen, drei Mährer und ein Pole. 55 Einwohner machten keine Angabe. 642 bekannten sich Einwohner zur evangelischen Kirche A. B., 520 Einwohner zur römisch-katholischen Kirche, sechs Einwohner zur evangelisch-methodistischen Kirche, fünf Einwohner zur Brüderkirche, drei Einwohner zur evangelistischen Kirche und ein Einwohner zur reformierten Kirche. 45 Einwohner waren konfessionslos und bei 70 Einwohnern ist die Konfession nicht ermittelt.
Ergebnisse nach der Volkszählung 2001 (1462 Einwohner):
| Nach Ethnie: - 97,81 % Slowaken - 1,37 % Tschechen - 0,07 % Magyaren - 0,07 % Polen - 0,07 % Ukrainer | Nach Konfession: - 54,92 % evangelisch - 39,81 % römisch-katholisch - 2,39 % konfessionslos - 1,98 % keine Angabe - 0,41 % griechisch-katholisch - 0,07 % andere |

## Sehenswürdigkeiten
- evangelische Kirche aus den Jahren 1846–59, die eine ältere Toleranzkirche ersetzte
- römisch-katholische Kirche im klassizistischen Stil aus dem Jahr 1801
- SNP-Denkmal in der Einzelsiedlung Mladoňov